# Landsberg (Lech) (stacja kolejowa)
Landsberg (Lech) (niem. Bahnhof Landsberg (Lech)) – stacja kolejowa w Landsberg am Lech, w kraju związkowym Bawaria, w Niemczech. Obok stacji istnieje jeszcze przystanek osobowy Landsberg am Lech Schule. Na tej stacji spotykają się dwie linie kolejowe: Bobingen – Landsberg am Lech z Kaufering, która przechodzi płynnie w linię Landsberg am Lech – Schongau zwaną Fuchstalbahn. Linia ta jest używana tylko przez pociągi towarowe oraz okazjonalnie przez pociągi muzealne. Dziennie obsługuje około 35 lokalnych pociągów Deutsche Bahn. Stacja posiada tory i dwa perony, i według klasyfikacji DB Station&Service ma kategorię 6.
Stacja została otwarta w 1872 jako punkt końcowy linii kolejowej Kaufering-Landsberg wybudowanej przez Königlich Bayerische Staatseisenbahnen. Wraz z otwarciem trasy do Schongau w 1886 stała się stacją przelotową. Około roku 2000 stacja została zmodernizowana i rozebrano dużą część torów kolejowych. W 2007 budynek dworca wraz z Berlin Hauptbahnhof wygrał konkurs Bahnhof des Jahres.

## Położenie
Stacja znajduje się na południowy zachód od centrum miasta na przeciwległym brzegu Lech. W kierunku centrum miasta, obszar stacji jest ograniczony przez Bahnhofsplatz, gdzie również jest dworzec autobusowy. Na południu znajduje się Katharinenstraße, która przecina linię przejazdem kolejowo-drogowym. Katharinenstraße jest również jednocześnie bezpośrednim połączeniem z centrum miasta. Na zachodzie stacji znajdują się obszary mieszkalne i komercyjne na Spöttinger Straße. Budynek dworca znajduje się na wschód od torów kolejowych i ma adres Bahnhofstrasse 17.

## Linie kolejowe
- Bobingen – Landsberg am Lech
- Landsberg am Lech – Schongau

## Połączenia
| Rodzaj pociągu | Trasa                                                                      | Takt        |
| -------------- | -------------------------------------------------------------------------- | ----------- |
| RB             | Kneipp-Lechfeld-Bahn: (Augsburg – Bobingen –) Kaufering – Landsberg (Lech) | półgodzinny |